# Angelia
Na mitologia grega, Angelia (em grego Ἀγγελία) era a Daemon que personificava as mensagens, as notícias e as proclamações. Ela era associada aos Daemones, Arete, a virtude, e Eucleia, a excelência. Possivelmente era uma filha de Hermes, sem união sexual.